# Mikhaïl Karinski
Mikhaïl Ivanovitch Karinski (en russe : Михаил Иванович Каринский), né le 4 novembre 1840 (16 novembre dans le calendrier grégorien) à Moscou et mort le 20 juillet 1917 (2 août dans le calendrier grégorien), est un philosophe et logicien russe.